# Célestin II
Pour les articles homonymes, voir Célestin II (pape éphémère) et Célestin.
Célestin II (Guido di Città di Castello), né à Città di Castello (Ombrie), ce qui l’avait fait nommer Gui du Chastel avant son exaltation, étudie sous Bernard de Clairvaux, succède à Innocent II en 1143 et est le 165e pape de l’Église catholique de 1143 au 8 mars 1144.

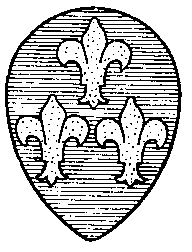

Il met fin aux querelles intérieures de l’Église avec l’aide de Bernard de Clairvaux, troublée par Arnaud de Brescia, mais meurt dès l’année suivante. Il essaye de mettre un terme à la guerre entre l’Écosse et l’Angleterre. Il relève la France de l’interdit de trois ans après l’absolution de Louis VII (1137-80).
Le nom de Célestin II avait déjà été choisi le 15 décembre 1124 par un pape nouvellement élu, mais ce Célestin II dut renoncer sous la contrainte dès le lendemain et, pour cette raison, il n’apparaît jamais dans les listes de papes.
Il est le premier pape de la prophétie de saint Malachie, avec pour devise « Ex castro Tiberis (Du château du Tibre) ».

## Sources
Marie-Nicolas Bouillet  et Alexis Chassang (dir.), « Célestin II » dans Dictionnaire universel d’histoire et de géographie, 1878 (lire sur Wikisource).